# غراهام دايموند
غراهام دايموند (بالإنجليزية: Graham Diamond)‏ (18 أغسطس 1949)؛ روائي أمريكي.